# Maison de Courtejoye
La maison de Courtejoye est une famille noble, originaire de la Hesbaye. Cette famille divergea en deux branches principales ; l'une donna naissance aux seigneurs d'Alleur, et l'autre pris la tête de la seigneurie de Grâce.

## Les origines de la famille de Courtejoye
Le plus ancien porteur connu de ce nom était Jean de Courtejoye d'Alleur (environ 1377 - 24 décembre 1464), écuyer. Il portait « de gueule à deux bars adossés d'argent ». Il épousa Marie de Bearewart, fille de Thonard de Bearewart d'Alleur, avec laquelle il eut un enfant, Jean Ier de Courtejoye d'Alleur (? - 9 janvier 1483).
C'est ce Jean Ier qui est à l'origine des deux branches principales de cette famille qui régneront respectivement sur Grâce et Alleur. Il épousa Agnès de Vivier, dame de Grâce en partie, qui descendait en ligne directe des seigneurs de Grâce. Ils eurent cinq enfants : Marguerite, Jacques, Bastin, Jean II (auteur de la branche de Grâce) et Sébastien I (auteur de la branche d'Alleur).
| Jean de Courtejoye, écuyer | Jean de Courtejoye, écuyer | Jean de Courtejoye, écuyer | Jean de Courtejoye, écuyer | Jean de Courtejoye, écuyer                         | Jean de Courtejoye, écuyer                         |                                                    |                                                    | Marie de Bearewart                                 | Marie de Bearewart                                 | Marie de Bearewart    | Marie de Bearewart    | Marie de Bearewart    | Marie de Bearewart    |                       |                       |  |  |  |  |  |  |  |  |                                    |                                    | Rigaud de Vivier, seigneur de Grâce | Rigaud de Vivier, seigneur de Grâce | Rigaud de Vivier, seigneur de Grâce | Rigaud de Vivier, seigneur de Grâce | Rigaud de Vivier, seigneur de Grâce      | Rigaud de Vivier, seigneur de Grâce      |                                          |                                          | Agnès Boileau de Grâce, fille de l'avoué de Grâce | Agnès Boileau de Grâce, fille de l'avoué de Grâce | Agnès Boileau de Grâce, fille de l'avoué de Grâce | Agnès Boileau de Grâce, fille de l'avoué de Grâce | Agnès Boileau de Grâce, fille de l'avoué de Grâce | Agnès Boileau de Grâce, fille de l'avoué de Grâce |  |  |  |  |  |  |  |  |  |  |  |  |  |  |  |  |  |  |  |  |  |  |  |  |  |  |
| Jean de Courtejoye, écuyer | Jean de Courtejoye, écuyer | Jean de Courtejoye, écuyer | Jean de Courtejoye, écuyer | Jean de Courtejoye, écuyer                         | Jean de Courtejoye, écuyer                         |                                                    |                                                    | Marie de Bearewart                                 | Marie de Bearewart                                 | Marie de Bearewart    | Marie de Bearewart    | Marie de Bearewart    | Marie de Bearewart    |                       |                       |  |  |  |  |  |  |  |  |                                    |                                    | Rigaud de Vivier, seigneur de Grâce | Rigaud de Vivier, seigneur de Grâce | Rigaud de Vivier, seigneur de Grâce | Rigaud de Vivier, seigneur de Grâce | Rigaud de Vivier, seigneur de Grâce      | Rigaud de Vivier, seigneur de Grâce      |                                          |                                          | Agnès Boileau de Grâce, fille de l'avoué de Grâce | Agnès Boileau de Grâce, fille de l'avoué de Grâce | Agnès Boileau de Grâce, fille de l'avoué de Grâce | Agnès Boileau de Grâce, fille de l'avoué de Grâce | Agnès Boileau de Grâce, fille de l'avoué de Grâce | Agnès Boileau de Grâce, fille de l'avoué de Grâce |  |  |  |  |  |  |  |  |  |  |  |  |  |  |  |  |  |  |  |  |  |  |  |  |  |  |
|                            |                            |                            |                            |                                                    |                                                    |                                                    |                                                    |                                                    |                                                    |                       |                       |                       |                       |                       |                       |  |  |  |  |  |  |  |  |                                    |                                    |                                     |                                     |                                     |                                     |                                          |                                          |                                          |                                          |                                                   |                                                   |                                                   |                                                   |                                                   |                                                   |  |  |  |  |  |  |  |  |  |  |  |  |  |  |  |  |  |  |  |  |  |  |  |  |  |  |
|                            |                            |                            |                            | Jean Ier de Courtejoye d'Alleur, seigneur de Grâce | Jean Ier de Courtejoye d'Alleur, seigneur de Grâce | Jean Ier de Courtejoye d'Alleur, seigneur de Grâce | Jean Ier de Courtejoye d'Alleur, seigneur de Grâce | Jean Ier de Courtejoye d'Alleur, seigneur de Grâce | Jean Ier de Courtejoye d'Alleur, seigneur de Grâce |                       |                       |                       |                       |                       |                       |  |  |  |  |  |  |  |  |                                    |                                    |                                     |                                     |                                     |                                     | Agnès de Vivier, Dame de Grâce en partie | Agnès de Vivier, Dame de Grâce en partie | Agnès de Vivier, Dame de Grâce en partie | Agnès de Vivier, Dame de Grâce en partie | Agnès de Vivier, Dame de Grâce en partie          | Agnès de Vivier, Dame de Grâce en partie          |                                                   |                                                   |                                                   |                                                   |  |  |  |  |  |  |  |  |  |  |  |  |  |  |  |  |  |  |  |  |  |  |  |  |  |  |
|                            |                            |                            |                            | Jean Ier de Courtejoye d'Alleur, seigneur de Grâce | Jean Ier de Courtejoye d'Alleur, seigneur de Grâce | Jean Ier de Courtejoye d'Alleur, seigneur de Grâce | Jean Ier de Courtejoye d'Alleur, seigneur de Grâce | Jean Ier de Courtejoye d'Alleur, seigneur de Grâce | Jean Ier de Courtejoye d'Alleur, seigneur de Grâce |                       |                       |                       |                       |                       |                       |  |  |  |  |  |  |  |  |                                    |                                    |                                     |                                     |                                     |                                     | Agnès de Vivier, Dame de Grâce en partie | Agnès de Vivier, Dame de Grâce en partie | Agnès de Vivier, Dame de Grâce en partie | Agnès de Vivier, Dame de Grâce en partie | Agnès de Vivier, Dame de Grâce en partie          | Agnès de Vivier, Dame de Grâce en partie          |                                                   |                                                   |                                                   |                                                   |  |  |  |  |  |  |  |  |  |  |  |  |  |  |  |  |  |  |  |  |  |  |  |  |  |  |
|                            |                            |                            |                            |                                                    |                                                    |                                                    |                                                    |                                                    |                                                    |                       |                       |                       |                       |                       |                       |  |  |  |  |  |  |  |  |                                    |                                    |                                     |                                     |                                     |                                     |                                          |                                          |                                          |                                          |                                                   |                                                   |                                                   |                                                   |                                                   |                                                   |  |  |  |  |  |  |  |  |  |  |  |  |  |  |  |  |  |  |  |  |  |  |  |  |  |  |
|                            |                            |                            |                            |                                                    |                                                    |                                                    |                                                    |                                                    |                                                    | Jean II de Courtejoye | Jean II de Courtejoye | Jean II de Courtejoye | Jean II de Courtejoye | Jean II de Courtejoye | Jean II de Courtejoye |  |  |  |  |  |  |  |  | Sébastien I de Courtejoye d'Alleur | Sébastien I de Courtejoye d'Alleur | Sébastien I de Courtejoye d'Alleur  | Sébastien I de Courtejoye d'Alleur  | Sébastien I de Courtejoye d'Alleur  | Sébastien I de Courtejoye d'Alleur  |                                          |                                          |                                          |                                          |                                                   |                                                   |                                                   |                                                   |                                                   |                                                   |  |  |  |  |  |  |  |  |  |  |  |  |  |  |  |  |  |  |  |  |  |  |  |  |  |  |

## Branche de Grâce

### Généalogie
1. Le fondateur de cette branche était Jean II de Courtejoye (?-1531), il fut seigneur et voué de Grâce. Il épousa en 1482, Agnès de Soheit dite d'Anthines, qui fut avoueresse de Grâce entre 1531 et 1535 environ. Elle était la fille de Jean de Soheit dit d'Anthines et d'Hellewis de Montfort dite de Pousseur. Ils eurent trois enfants:
  - Hellewy de Courtejoye, qui épousa Henri de Thiernesse, mayeur de Montegnée, dont un fils:
    - Henri de Thiernesse, mayeur de Montegnée, on ne connait pas le nom de son épouse mais on connait celui de son fils:
      - Henri de Thiernesse, mayeur de Montegnée

  - Philippe de Courtejoye (?-1554), il fut seigneur et voué de Grâce de 1535 à 1554. Il épousa Jeanne de Fraipont dite de la Bouverie. Ils eurent cinq enfants
    - Philippe de Courtejoye
    - André de Courtjoye
    - Jean de Courtejoye
    - Marie de Courtejoye
    - Agnès de Courtejoye

  - Valentin de Courtejoye, il fut seigneur et voué de Grâce, sans doute en même temps que sa mère. Il avait épousé Marie de Langdris, qui lui donna deux enfants:
    - Jean III de Courtejoye, qui suit en 2
    - Valentin de Courtejoye, qui épousa Catherine de la Marche, dont un enfant:
      - Charles de Courtejoye
2. Jean III de Courtejoye (vers 1532- 12 juillet 1585), il fut seigneur de Grâce de 1555 à 1585. Il avait épousé, le 2 juin 1551, Marie de Marbais (fille de Christophe de Marbais, vicomte de Gerpinnes, et de Marie de Goblet). Ils eurent trois enfants:
  - Jean IV de Courtejoye (?-2 janvier 1622), il fut seigneur de Grâce de 1585 à 1622. Il avait épousé Élisabeth de Lhoinne de Brus qui lui donna deux enafnts:
    - Jean V de Courtejoye
    - Catherine de Courtejoye

  - Marie de Courtejoye, elle épousa, en 1579, Baudouin de Halley dit de Morlet (?-1588), écuyer
  - Marguerite de Courtejoye

### Héraldique
Les membres de cette familles portaient « de gueules à deux bars adossés d'argent, chargé en abîme d'un écusson d'argent au léopard de sable couronné d'or ». Ledit écusson était les armoiries de la famille Boileau de Grâce. Ces armes avaient été apposées sur le blason de Jean I de Courtejoye après son mariage avec Agnès de Vivier, héritière de Grâce.

## Branche d'Alleur

### Généalogie
1. Le fondateur de cette branche était Sébastien I de Courtejoye d'Alleur (? - 5 juillet 1533), il fut échevin d'Alleur et de Hombroux ainsi que bourgmestre de Huy en 1494. Il était membre de la Cour féodale de Liège ainsi que Conseiller de la cité. Il avait épousé Marguerite Burin, dont l'oncle, Helleman Burin, avait épousé la sœur de son mari, Marguerite de Courtejoye. Sébastien de Courtejoye était membre de la Cour féodale de Liège. Les époux testèrent conjointement le 29 novembre 1538. Ils eurent huit enfants :
  - Jacques de Courtejoye d'Alleur, religieux à Flône
  - Catherine de Courtejoye d'Alleur (?-1578), abbesse de Milen-lez-Saint-Trond
  - Marguerite de Courtejoye d'Alleur, religieuse au Val-Notre-Dame
  - Laurent de Courtejoye d'Alleur
  - Sébastien II de Courtejoye d'Alleur, qui suit en 2
  - Henri de Courtejoye d'Alleur, il épousa le 30 décembre 1540, Anne de Selle (fille de Robert de Selle, bourgmestre de Huy), dont 4 enfants:
    - Sébastien de Courtejoye d'Alleur
    - Robertine de Courtejoye d'Alleur, elle épousa le 24 février 1566, Jacques de Beaurieu, écuyer (elle fut également mariée à Jean de la Croix, la date de ce mariage est inconnue à ce jour mais il est probable qu'il s'agisse d'un mariage en secondes noces)
    - Marguerite de Courtejoye d'Alleur
    - Catherine de Courtejoye d'Alleur

  - Marie de Courtejoye d'Alleur, épousa vers le 25 août 1520, Eustache du Château de Slins
  - Agnès de Courtejoye d'Alleur (? - 1593), épousa le 9 novembre 1522, Jean Dary (fils de Jean et de Marie delle Bellefroid). Veuve, elle se remaria vers le 1e juillet 1532 avec Renard Radoux des Prez (?-1572), Châtelain d'Aigremont et Commissaire de la ville de liège en 1558[1] (fils de Renard Radoux des Prez, lieutenant de Limbourg et d'Élisabeth de Coven dite de Clermont).
2. Sébastin II ou Bastin de Courtejoye d'Alleur (? - 29 juillet 1557) fut mayeur d'Alleur. Il épousa le 6 février 1539, Catherine de Jaymaert (fille d'Henri de Jaymaert dit delle Croix, seigneur de Jeneffe et d'Élisabeth de Daelhem). Il testa le 25 juillet 1557. Il repose en l'église d'Alleur. De ce mariage naquirent quatre enfants:
  - Jean de Courtejoye d'Alleur
  - Sébastien de Courtejoye d'Alleur (? - 4 avril 1618), chanoine régulier de l'abbaye du Neufmoustier à Huy, y inhumé.
  - Élisabeth de Courtejoye d'Alleur, mariée à Richard Copis, seigneur de Binrevelt
  - Henri I de Courtejoye, mayeur d'Alleur, il épousa le 19 février 1582, Jeanne de Merlemont (fille de Guillaume de Merlemont et de Marie van der Waerden), ils eurent deux enfants:
    - Henri II de Courtejoye, seigneur de Derwaerden, il épousa le 19 avril 1622 Élisabeth le Bailly (fille de Louis le Bailly et de Corneille de Brugge). Ils eurent dix enfants.
    - Catherine de Courtejoye, mariée à Pierre Heywegen

Armoiries de la branche d'Alleur.

### Héraldique
Il semblerait que la branche d'Alleur se sépara de l'écusson central des armoiries de Jean I de Courtejoye (qui était les armoiries de la famille Boileau de Grâce). En effet, dans son « Collection de tombes et épitaphes », le baron de Herckenrode donne, comme armoiries de Sébastien II de Courtejoye : « de gueule à deux bars adossés d'argent ».